# The Love Album
The Love Album to siódmy studyjny album irlandzkiego zespołu Westlife wydany w 2006 roku.
Album zadebiutował na pierwszym miejscu najlepiej sprzedających się albumów w Wielkiej Brytanii, z łączną sprzedażą 219 662 kopii w ciągu pierwszego tygodnia sprzedaży. Płyta uzyskała status poczwórnej platyny (Wielka Brytania) z całkowitą sprzedażą przekraczającą milion kopii.

## Lista utworów
| #  | Tytuł                           | Autor                                           | Długość | Oryginalny wykonawca   |
| -- | ------------------------------- | ----------------------------------------------- | ------- | ---------------------- |
| 1  | The Rose                        | Amanda McBroom                                  | 3:39    | Bette Midler           |
| 2  | Total Eclipse of the Heart      | Jim Steinman                                    | 6:57    | Bonnie Tyler           |
| 3  | All Out of Love                 | Graham Russell, Russell Hitchcock, Clive Davis  | 3:44    | Air Supply             |
| 4  | You Light Up My Life            | Joe Brooks                                      | 3:27    | Debbie Boone           |
| 5  | Easy                            | Lionel Richie                                   | 4:26    | The Commodores         |
| 6  | You Are So Beautiful (To Me)    | Billy Preston, Dennis Wilson, Bruce Fisher      | 3:03    | Billy Preston          |
| 7  | Have You Ever Been In Love      | Andy Hill, Peter Sinfield, John Danter          | 3:41    | Gem                    |
| 8  | Love Can Build a Bridge         | John Barlow Jarvis, Naomi Judd, Paul Overstreet | 3:55    | The Judds              |
| 9  | The Dance                       | Anthony Arata                                   | 3:58    | Garth Brooks           |
| 10 | All Or Nothing                  | Steve Mac, Wayne Hector                         | 3:56    | O-Town                 |
| 11 | You've Lost That Loving Feeling | Phil Spector, Barry Mann, Cynthia Weil          | 3:25    | The Righteous Brothers |

### Wersja japońska: Bonus Track
1. Solitaire
2. Nothing's Gonna Change My Love For You

### Azja Deluxe Edition: Bonus CD[6]
1. Butterfly Kisses
2. Nothing's Gonna Change My Love For You
3. If
4. Solitaire
5. Still Here
6. Total Eclipse Of The Heart (Sunset Strippers Remix Radio Edit)

## Pozycje na listach
| Kraj             | Najwyższa pozycja | Sprzedaż   | Certyfikat |
| ---------------- | ----------------- | ---------- | ---------- |
| Świat            | 8                 | 1,500,000+ | -          |
| Europa           | 5                 | 1,200,000+ | Platyna    |
| Irlandia         | 1                 | 150,000+   | 10xPlatyna |
| Izrael           | 1                 |            | -          |
| Norwegia         | 1                 | 120,000+   | 4xPlatyna  |
| Filipiny         | 1                 | 60,000+    | 3xPlatyna  |
| Korea Południowa | 1                 | 40,000+    | Platyna    |
| Wielka Brytania  | 1                 | 1,000,000+ | 3xPlatyna  |
| Nowa Zelandia    | 2                 | 50,000+    | 3xPlatyna  |
| Szwecja          | 3                 | 30,000+    | Złoto      |
| Argentyna        | 5                 |            |            |
| Chiny            | 5                 |            | -          |
| Hongkong         | 5                 |            | -          |
| Cypr             | 8                 |            | -          |
| Australia        | 11                | 70,000+    | Platyna    |
| Niemcy           | 34                |            | -          |
| Holandia         | 49                |            | -          |
| Szwajcaria       | 27                |            | -          |
| Austria          | 49                |            | -          |